# Magic Stick
Magic Stick è un singolo della rapper statunitense Lil' Kim, pubblicato nel 2003 ed estratto dal suo terzo album La Bella Mafia. 
Il brano vede la collaborazione del rapper 50 Cent.

## Tracce
- Download digitale

1. Magic Stick (featuring 50 Cent)